# Veliki Popovac
Veliki Popovac es un pueblo ubicado en la municipalidad de Petrovac, en el distrito de Braničevo, Serbia.

## Superficie
Posee una superficie de 15,16 kilómetros cuadrados.

## Demografía
Hasta 2011 la población era de 1169 habitantes, con una densidad de población de 77,11 habitantes por kilómetro cuadrado.